# Makonde
Makonde er en etnisk gruppe sydøst i Tanzania og nord i Mocambique. Makonde udviklede sin kultur i Mueda-plateauet i Mocambique.
De lever for tiden i hele Tanzania og Mocambique og har en lille tilstedeværelse i Kenya. De taler makonde og andre sprog som swahili og engelsk i Tanzania og portugisisk i Mocambique. Makonde er oprindelige et matrilinealt samfund hvor børn og arv hører til kvinderne og ægtemændene flytter ind i landsbyen til sine koner.

## Makondernes kunst
- Figur fra Makonde
- Figur fra Makonde - tæt på.
- Figur fra Makonde
- Elefantfigur